# Тороторо
Торото́ро (Syma) — рід сиворакшоподібних птахів родини рибалочкових (Alcedinidae). Представники цього роду мешкають в Австралії, на Новій Гвінеї та на сусідніх островах.

## Види
Виділяють два види:
- Тороторо малий (Syma torotoro)
- Тороторо великий (Syma megarhyncha)

## Етимологія
Рід Syma названий на честь морської німфи Симе (дав.-гр. Συμη) з давньогрецької міфології.